# Roseland (Florida)
Roseland ist  ein census-designated place (CDP) im Indian River County im US-Bundesstaat Florida. Das U.S. Census Bureau hat bei der Volkszählung 2020 eine Einwohnerzahl von 1.591 ermittelt.

## Geographie
Roseland grenzt im Süden direkt an die Stadt Sebastian. Der CDP liegt rund 25 km nördlich von Vero Beach sowie etwa 120 km südöstlich von Orlando. Im Osten von Roseland verläuft der Indian River, ein Teil des Intracoastal Waterways an der Ostküste Floridas. Hier mündet des Weiteren der St. Sebastian River in den Indian River.
Der CDP wird vom U.S. Highway 1 sowie der Florida East Coast Railway durchquert.

## Demographische Daten
Laut der Volkszählung 2010 verteilten sich die damaligen 1472 Einwohner auf 966 Haushalte. Die Bevölkerungsdichte lag bei 288,6 Einw./km². 94,5 % der Bevölkerung bezeichneten sich als Weiße, 1,1 % als Afroamerikaner, 0,5 % als Indianer und 0,9 % als Asian Americans. 0,8 % gaben die Angehörigkeit zu einer anderen Ethnie und 2,2 % zu mehreren Ethnien an. 3,6 % der Bevölkerung bestand aus Hispanics oder Latinos.
Im Jahr 2010 lebten in 16,4 % aller Haushalte Kinder unter 18 Jahren sowie 44,2 % aller Haushalte Personen mit mindestens 65 Jahren. 59,7 % der Haushalte waren Familienhaushalte (bestehend aus verheirateten Paaren mit oder ohne Nachkommen bzw. einem Elternteil mit Nachkomme). Die durchschnittliche Größe eines Haushalts lag bei 2,08 Personen und die durchschnittliche Familiengröße bei 2,58 Personen.
14,3 % der Bevölkerung waren jünger als 20 Jahre, 13,3 % waren 20 bis 39 Jahre alt, 32,8 % waren 40 bis 59 Jahre alt und 39,5 % waren mindestens 60 Jahre alt. Das mittlere Alter betrug 55 Jahre. 48,6 % der Bevölkerung waren männlich und 51,4 % weiblich.
Das durchschnittliche Jahreseinkommen lag bei 39.034 $, dabei lebten 13,7 % der Bevölkerung unter der Armutsgrenze.
Im Jahr 2000 war englisch die Muttersprache von 100 % der Bevölkerung.